# Ona Baliukonė
Ona Baliukonė (Kančėnai, 1948. június 1. – Vilnius, 2007. november 20.) litván költő és esszéíró, akit a kulturális és művészeti tevékenységéért Litván Nemzeti Díjjal tüntettek ki (2004).

## Élete
1948. június 1-jén született Kančėnai faluban, Daugai városától 4 km-re, ahol a középiskolában érettségizett 1965-ben. 1967-től jelentek meg korai versei. 1970-ben szerzett diplomát litván nyelv és irodalom szakon a Vilniusi Egyetemen. Első verseskötetei a Vad szivárványok (1971), a Remélem (1976). Ezeket a műveit az érzelmi nyitottság, az ember és a természet egységének érzése hatotta át. A Moksleivis magazin, valamint a Dialogas és a Dienovidis hetilapok szerkesztője volt. 
1975-től a Litván Írók Szövetségének tagja. Későbbi munkáiban megmutatta a harmónia, a béke, az átmeneti és a metafizikai világot. Munkáiba keresztény motívumokat is szőtt. 2000-ben és 2001-ben festménykiállításokat szervezett. Számos irodalmi és állami díjat, kitüntetést kapott a munkásságáért. 
Hosszú és súlyos betegség után, 2007. november 20-án halt meg.

## Művei
- Laukinės vaivorykštės (1971) Vad szivárványok (versek)
- Viltis (1976) Remélem (versek)
- Iš kelio dulkių (1982) Az út porától (versek)
- Tėve mūsų gyvenime (1986) Atyánk az életünkben (versek)
- Kelionės fragmenta (1987) Egy utazás fragmensei (esszé)
- Vaduok (1994) Parancs (versek)
- Bokštai (1996) A tornyok (versek)
- Elgetaujanti saulė (1998) Könyörög a nap (versek)
- Neregio sodai (2001) A vakok kertjei (versek)
- Širdies neatskiriamasis Monsinjoras Kazimieras Vasiliauskas mūsų atsiminimuose (2002)
- Akmuva (2003)
- Ant sapnų tilto (2003) Az álmok hídján (esszé)
- Kopų karalienė (2006) A dűnék királynője (mese)

## Díjai, elismerései
- A „Költészet tavasza” fesztivál díja (1983)
- A Gediminas litván nagyhercegi lovagkereszt (1998)
- Paul Shirvis irodalmi díj (2003)
- Nemzeti Kulturális és Művészeti Díj (2004)
- A „Harangok” irodalmi díj (2006)

## Fordítás
- Ez a szócikk részben vagy egészben  az   Ona Baliukonė című litván Wikipédia-szócikk ezen változatának fordításán alapul.  Az eredeti cikk szerkesztőit annak laptörténete sorolja fel. Ez a jelzés csupán a megfogalmazás eredetét és a szerzői jogokat jelzi, nem szolgál a cikkben szereplő információk forrásmegjelöléseként.